# Karabin maszynowy Furrer M25
Furrer M25 – szwajcarski ręczny karabin maszynowy skonstruowany przez pułkownika A. Furrera, dyrektora państwowej fabryki broni strzeleckiej w Bernie. Produkowany od 1925 roku znajdując się na wyposażeniu armii szwajcarskiej.

## Opis  techniczny

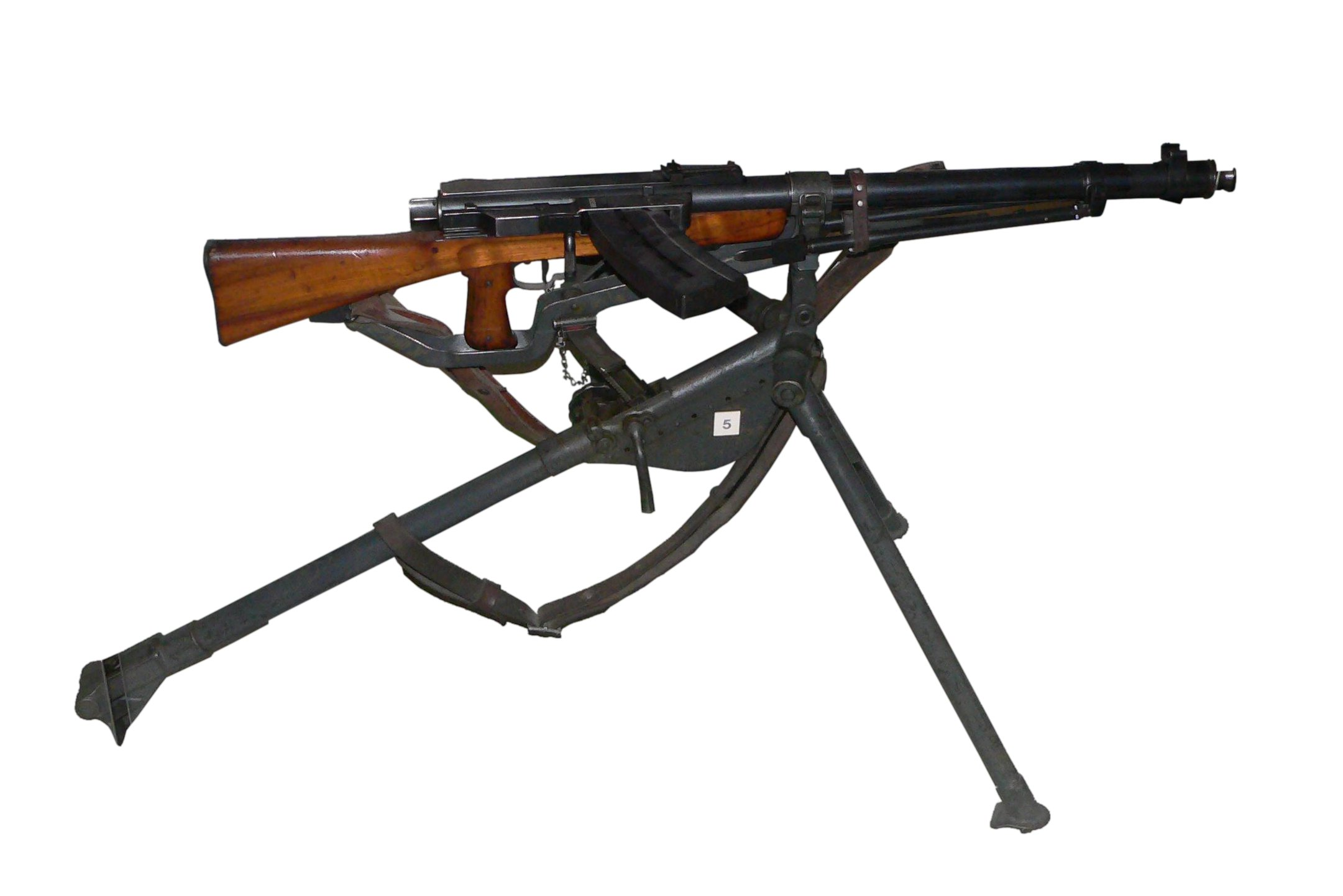
Furrer M25 na podstawie trójnożnej

Furrer M25 był zespołową bronią samoczynną. Zasada działania oparta na wykorzystaniu krótkiego odrzutu lufy. Zamek ryglowany układem dźwigni (rozwiązanie podobne do zastosowanego w karabinach maszynowych Maxim), dźwignie obracały się w lewą stronę. Zastosowano tzw. wyrzut zamka (strzał następował przed całkowitym powrotem części ruchomych do przedniego położenia). Zasilanie z wymiennych magazynków przyłączanych z prawej strony broni. Lufa w perforowanej osłonie, zakończona tłumikiem płomieni. Kolba, łoże i chwyt pistoletowy drewniane. Broń wyposażona w dwójnóg z możliwością osadzania także na podstawie trójnożnej.